# Apsu
Apsu, auch Absu, Abzu (sumerisch ZU.AB, gelesen AB.ZU; akkadisch apsu, eblaitisch SU.AB,), wurde in der sumerischen Religion für Begriffe um das Phänomen Süßwasser verwendet. Zur Personifizierung als Gottheit siehe Abzu.
Zumeist mit dem Grundwasser identifiziert, ergibt sich eine weitere Bedeutung aus den sumerischen Schöpfungsmythen: der Apsu als „kosmischer Süßwasserozean“ und die in ihm am Anfang allen Weltgeschehens erfolgende Trennung der Welt in zwei Hälften: oben der Himmel (An/Anu) und unten die Erde (Uraš/Ki). In diesem Weltbild wurde die Erde als im Inneren des Apsus schwebend vorgestellt (rundum von ihm umgeben), dabei war sie an ihrer Oberseite mit einem direkt anhaftenden und mit Luft (Enlil) gefüllten festen Himmelsgewölbe versehen. Im Himmelsgewölbe, das also direkt an den kosmischen Süßwasserozean grenzt, dachten sich die Sumerer Schleusen, die von den Göttern im Himmel mehr oder minder regelmäßig geöffnet werden. So erklärten sie sich das Phänomen des in Mesopotamien so dringend benötigten Regens auf animistische Weise, aber auch das Ereignis einer Sintflut, die ein unbekannter Dichter im Atrahasis-Epos als zuletzt vergeblich gebliebenen Versuch der oberen Himmelsgötter darstellt, die Menschen (die sie einst als ersatzweise Arbeitskräfte erschufen, um die gegen ihre bisherige Arbeitspflicht revoltierenden unteren Erdgötter zu befrieden) wieder zu vernichten.

## Etymologie
Es ist bislang nicht geklärt, welcher Sprache ZU.AB oder apsu entstammt. Möglicherweise liegt eine Entlehnung aus einer dritten Sprache vor. Eine Übernahme des sumerischen ZU.AB von der akkadischen Form apsu wird ebenso diskutiert wie umgekehrt eine akkadische Entlehnung aus der sumerischen Sprache.
Als Beispiel wird der sumerischen Begriff ušparu aus akkadisch paruššu für „Stecken“ oder „Stab“ herangezogen. Wayne Horowitz bezieht „zu“ auf „wissen“. Grundlage für seine Zuordnung bildet die Assoziation mit dem Gott Enki, der „Gott der Weisheit“ genannt wurde.
Einerseits besteht eine Verbindung vom sumerischen Wortzeichen A.AB.BA. gesprochen Ajaba, zum akkadischen tiamtu (Meer, Ozean). Mit tiamtu wird der Bezug zu den Wassern des Ab hergestellt. Im Dilmun-Mythos entspricht tiamtu der babylonischen Göttin Tiamat als Personifikation des Salzwassers. Der sumerische Begriff A.ENGUR (Fluss) wird auch für das sumerische A mit Wasser übersetzt, ohne die spezielle Form des Salz- oder Süßwassers zu meinen.
In der akkadischen Sprache wird für das sumerische A und A.ENGUR der Ausdruck naru (Fluss) verwendet, der sich ebenfalls in akkadischen Texten auf das akkadische apsu bezieht. Ebenso kann das sumerische SUG als akkadisches apsu gelesen werden, das in diesem Falle eine sprachliche Nähe zu oberirdischen Gewässern wie beispielsweise Sümpfen und Seen aufweist. Ergänzend kommt Abzu-gal („Großer Abzu“) hinzu, die sich zweifelsfrei auf einen Kanal oder Fluss bezieht. Damit ist entweder der Euphrat oder eine Kanalabzweigung gemeint.

## Mythologie
In den babylonischen Dichtungen entspricht der Apsu allen unter- und oberirdischen Süßgewässern und umgibt zugleich als kosmischer Süßwasserozean vollständig Himmel und Erde. Beispielsweise erfährt Gilgameš im Gilgamesch-Epos vom babylonischen Noah (dem Atraḫasis entlehnt), wie es dazu kam, dass dieser mit seiner Frau nach der Großen Flut auf Dilmun angesiedelt wurde: eine von den „Wassern des Todes“ – das salzige Weltmeer Tiamat – schützend umgebene „Götterinsel“ weit am östlichen Rand der Welt, die den Babyloniern als nächstgelegen zum kosmischen Süßwasserozean galt.
Bedeutend ist in diesem Zusammenhang die sumerische Nennung des Sonnenaufganges, der im „Schicksalsgemach (DU.KU.GA)“ beginnt und sich – wohl auch wegen seiner geographischen Nähe zu Dilmun – auf den Begriff Apsu bezog. Ea (sumerisch Enki) hatte später in der babylonischen Mythologie seinen Wohnort auf „dem getöteten Apsu“ errichtet.
In der Nikasi-Hymne wird Ninti als die Königin des Apsu genannt.
In den epischen Mythen Mesopotamiens, die von der späteren Wasser- und Kriegsgottheit Ninurta berichten, erscheint als nachträglicher Zusatz (Epitheton) ein Hinweis, der als Sinnbild seiner „Stärke, Größe und Unerschütterlichkeit“ zu verstehen ist: die Zeder, die im Apsu hochwächst (erenu ša ina apsi irbu). Für Enki findet sich ein ähnliches Epitheton in der Erzählung „Enki und die Weltordnung“.
Auffallend ist die Nähe des sumerischen Schöpfungsmythos zu den ersten Kapiteln der biblischen Genesis: das Schweben des Geist Gottes auf den Wassern 1. Mose 1  mit der darauf folgenden Trennung von Himmel und Erde.  Darüber hinaus beginnt auch die abendländische Naturphilosophie mit dem Gedanken Thales, dass der Kosmos von Grund auf aus Wasser beschaffen sei.

## Naturphilosophie und -wissenschaft
Die Annahme des Wassers als universal zu jedem Ding wandelbarer Urstoff der Welt findet sich ebenfalls bei Heraklit (Alles fließt; Feuers Umwende: Wasser) und hat bis heute seine große intellektuelle Anziehungskraft behalten: Noch der Astrophysiker Harald Lesch lässt seinen berühmten Vortrag „Was ist ein Symmetriebruch?“ mit der Vorstellung einer kosmisch allumfassenden Wasserkugel beginnen, deren raumzeitliche Oberfläche am Anfang – vor einem ersten Symmetriebruch – spiegelglatt ist: „Kein Lüftchen regt sich.“ So schwebt hier Herrn Leschs 'Luft'-Geist (Pneuma; Psyche) auf den Wassern, bis er aus Freiheit die Entscheidung fällt, ein Stückchen Erde (Körper; Physis) hinein zu werfen, mit den dadurch erzeugten Wellen die Schöpfung (Bruch der Ursymmetrie) in Gang setzend und mit ihr die der Seelen: die vom Ursee herstammen (germanisch. Etymologie).